# Kosuke Okanishi
Kosuke Okanishi (født 17. juli 1990) er en japansk fodboldspiller, som spiller for den japanske fodboldklub Ventforet Kofu.